# Onagru
Onagrul (Equus hemionus) este un măgar sălbatic  de culoare gălbui-maro, care face parte din familia Equidae, fiind deci un erbivor nerumegător. Trăiește în deșerturile asiatice. Greutatea sa este cuprinsă între 400 – 500 kg. Lungimea atinge 2,1 m. Este unul dintre cele mai rapide mamifere, putând să alerge cu până la 70 km/h.
Au fost identificate cinci subspecii, una dintre care a dispărut. Kiangul, considerat în trecut o subspecie a Equus hemionus, a fost declarat o specie distinctă.
Clasificat până de curând drept "În pericol", onagrul a primit în 2015 de la Uniunea Internațională pentru Conservarea Naturii calificativul "Risc scăzut".

## Etimologie

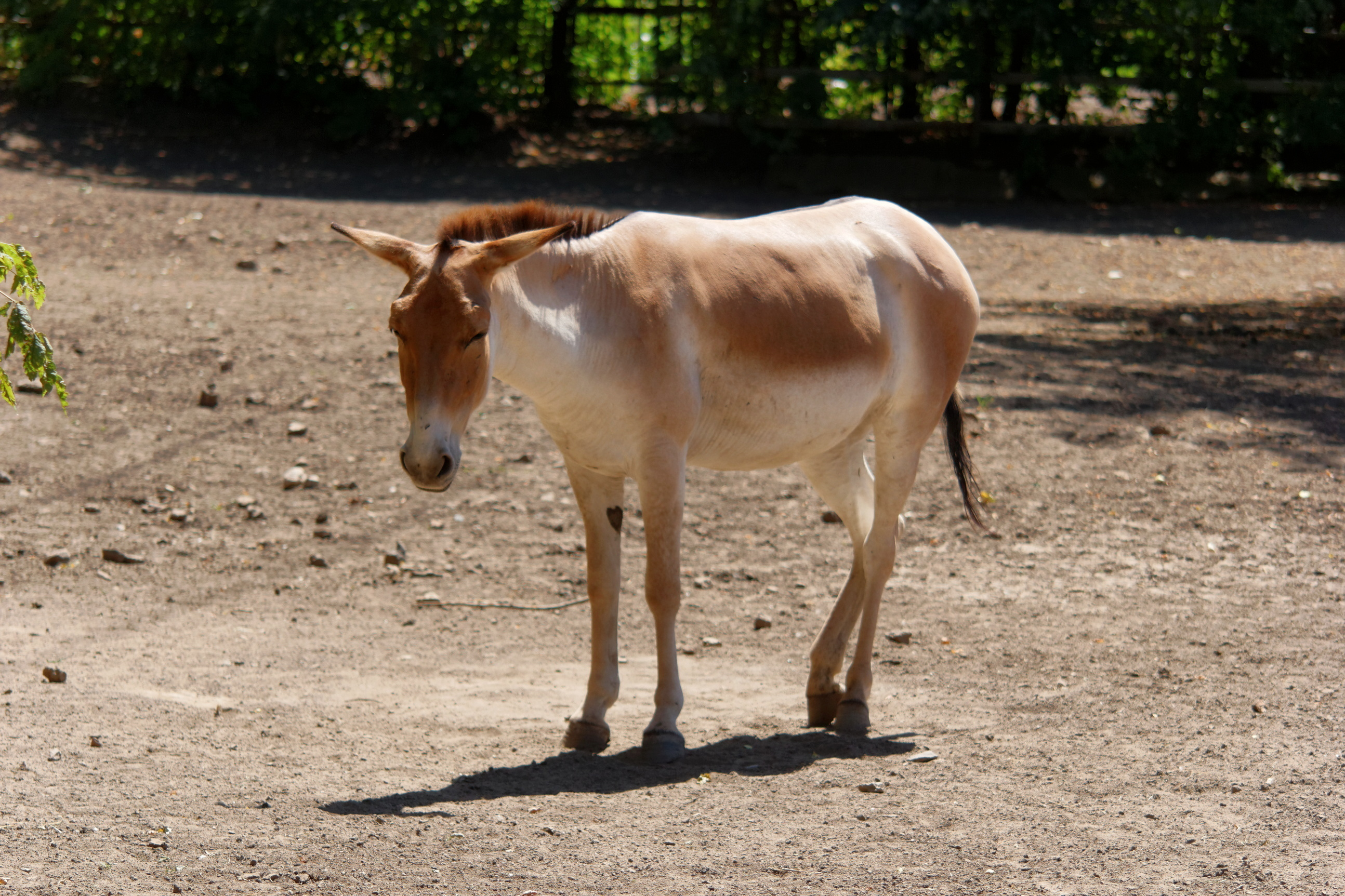
Onagru persan

Numele științific provine din greaca veche: "hemi-", pe jumătate, și "onos", așadar, "semi-măgar" sau catâr. 
Cuvântul "onagru" vine de asemenea din greacă: "onos", măgar, și "agrios", sălbatic.

## Descriere

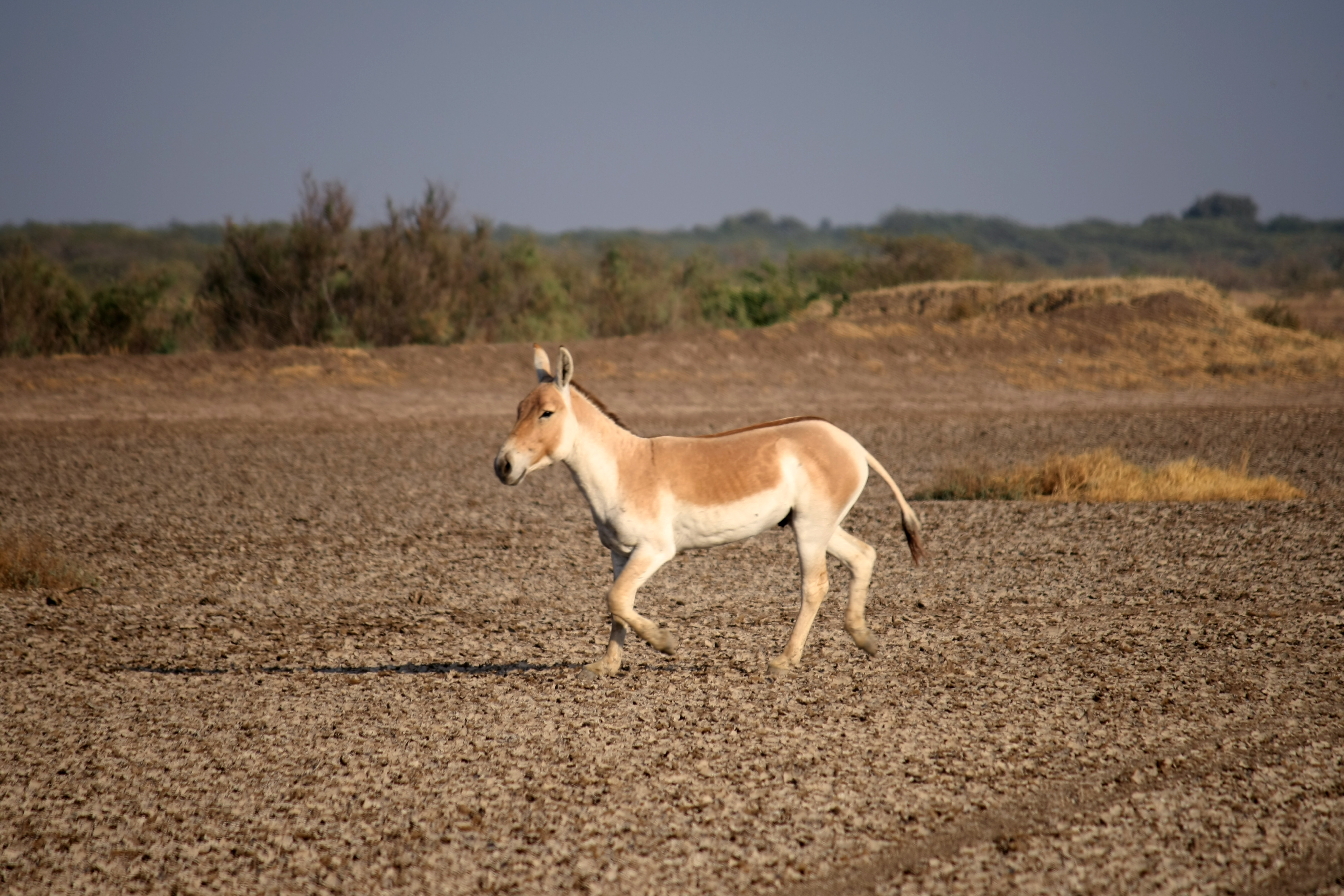
Un asin sălbatic indian în Gujarat

Dintre toți asinii sălbatici, onagrii sunt cei mai asemănători cailor. În comparație cu aceștia au picioare scurte și colorația lor variază în funcție de anotimp. În general sunt de culoare roșiatic-maro vara și gălbui-maro sau suriu-maro iarna. Au o dungă neagră tivită cu alb de-a lungul spinării. La cei mai mulți onagri burta, crupa și botul sunt albe.  
Onagrii sunt mai mari decât măgarii, având greutatea de 400 – 500 kg și lungimea corpului de 2,1 – 2,6 m. Masculii sunt de obicei mai masivi decât femelele.

## Răspândire și habitat

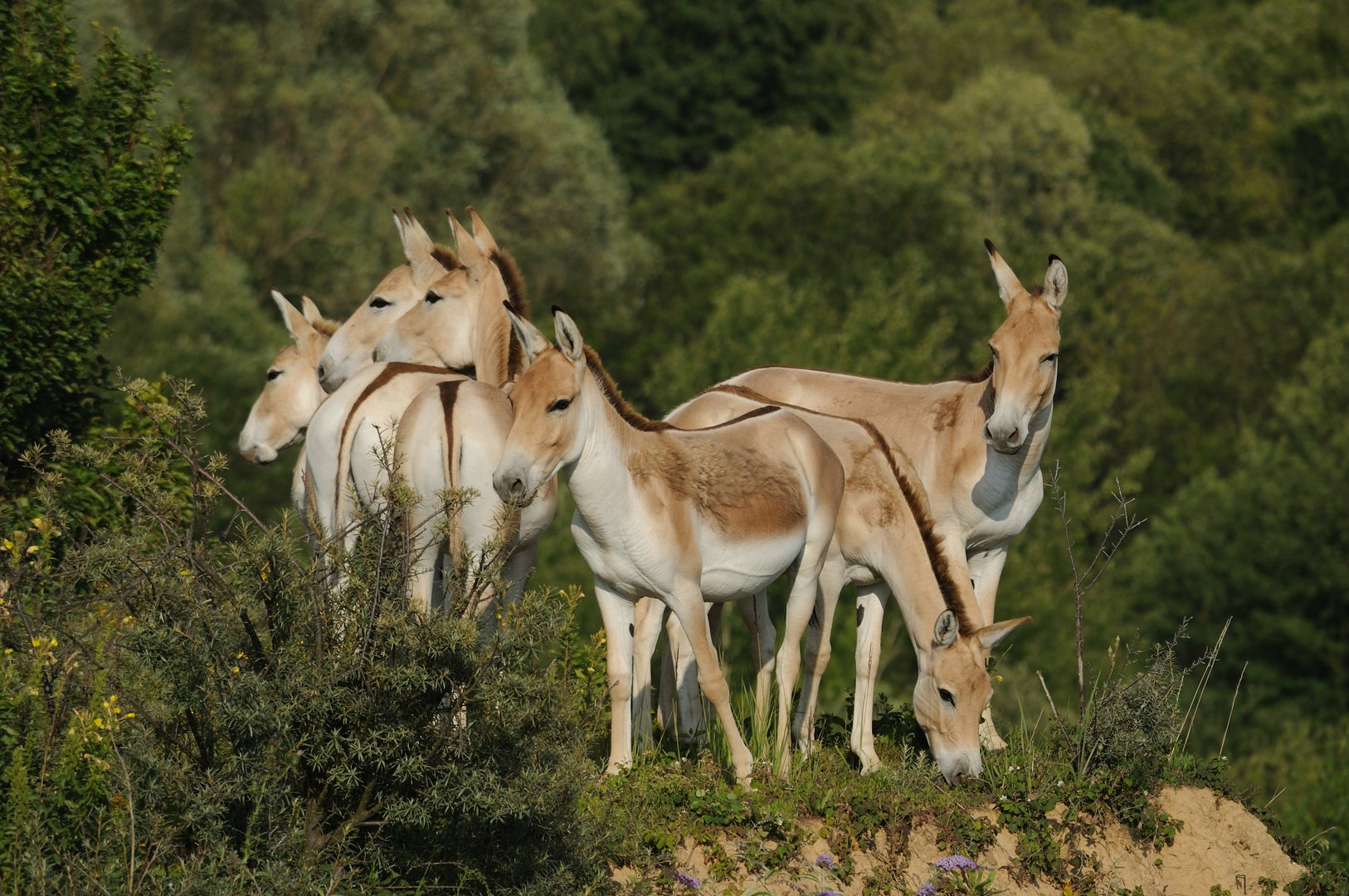
Un grup de onagri persani

Habitatele naturale ale onagrilor sunt câmpiile deșertice, semideșerturile, oazele, stepele aride, silvostepele, tufărișurile, stepele montane și lanțurile muntoase. După estimările IUCN circa 28000 de indivizi mai trăiesc în sălbăticie. 
În pleistocenul târziu 40000 de ani în urmă asinul sălbatic era larg răspândit în Europa și din sud-vestul până în nord-estul Asiei. Onagrul a dispărut regional în Israel, Iordania, Siria, Irak, Arabia Saudită și regiunile de sud ale Siberiei.

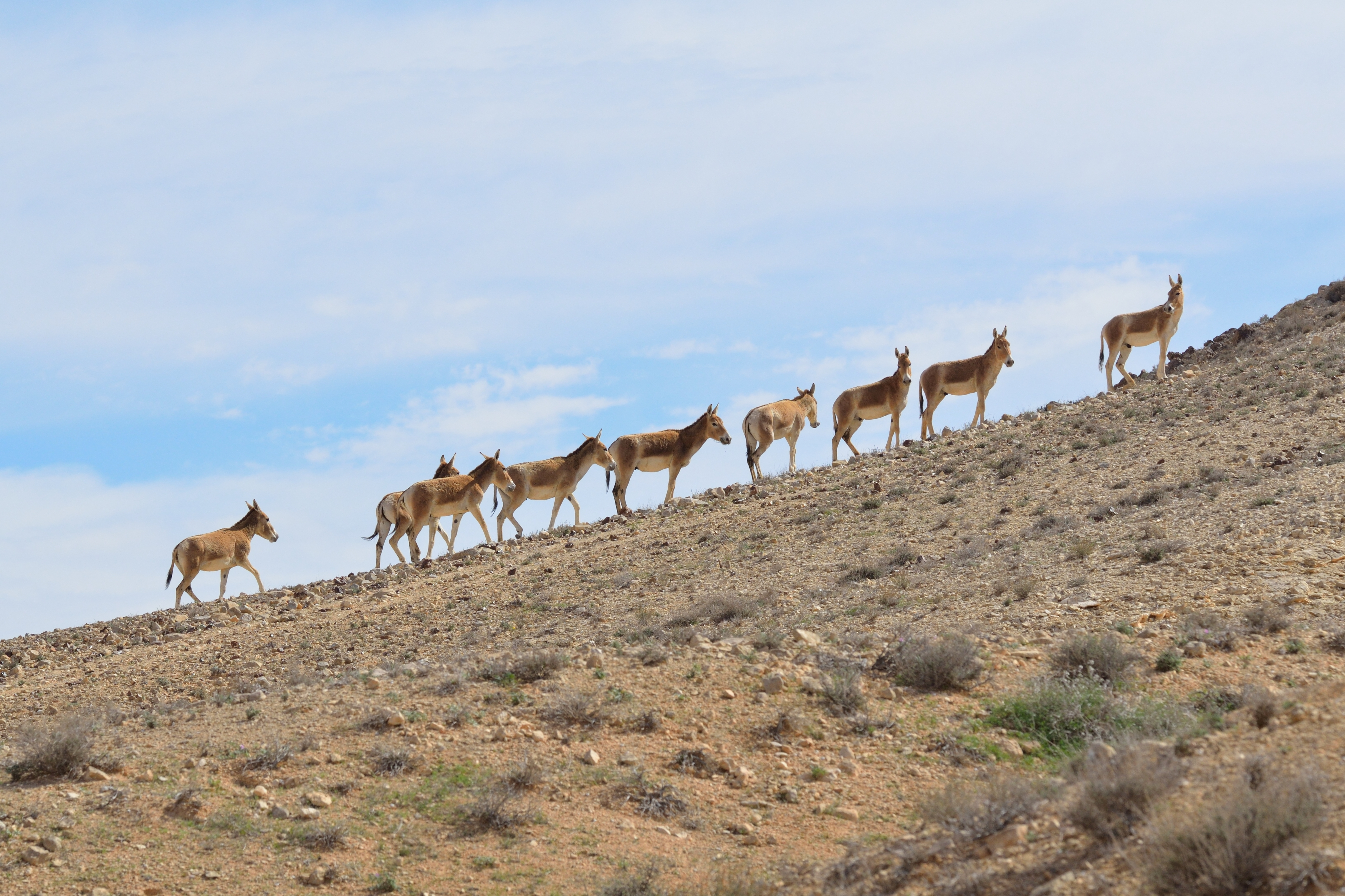
Onagri la Wadi Lotz, Munții Neghev, Israel

Măgarul sălbatic mongol trăiește în deșerturile, munții și stepele Mongoliei și ale regiunii Mongolia Interioară din nordul Chinei. Unii trăiesc în regiunea Xinjiang din China de Nord-Vest, cei mai mulți în rezervația Kalamaili. Este subspecia cea mai numeroasă, dar populația sa a scăzut drastic la câteva mii datorită anilor de braconaj și pierderii habitatului. Deșertul Gobi reprezintă citadela principală a onagrului. A dispărut regional în Kazahstanul de Est, Siberia de Sud și regiunea Manciuria din China. 
Măgarul sălbatic indian a fost odinioară răspândit în zonele aride ale Indiei de Nord-Vest și ale Pakistanului. Aproximativ 4500 mai trăiesc în câteva locații foarte secetoase din Gujarat. Onagrul persan este prezent în două subpopulații în nordul și sudul Iranului. Cea mai mare dintre ele trăiește în parcul național Khar Turan. În Afganistan a dispărut. Măgarul sălbatic turkmen persistă în Turkmenistan și a fost reintrodus în Kazahstan și Uzbekistan. 

## Mod de viață

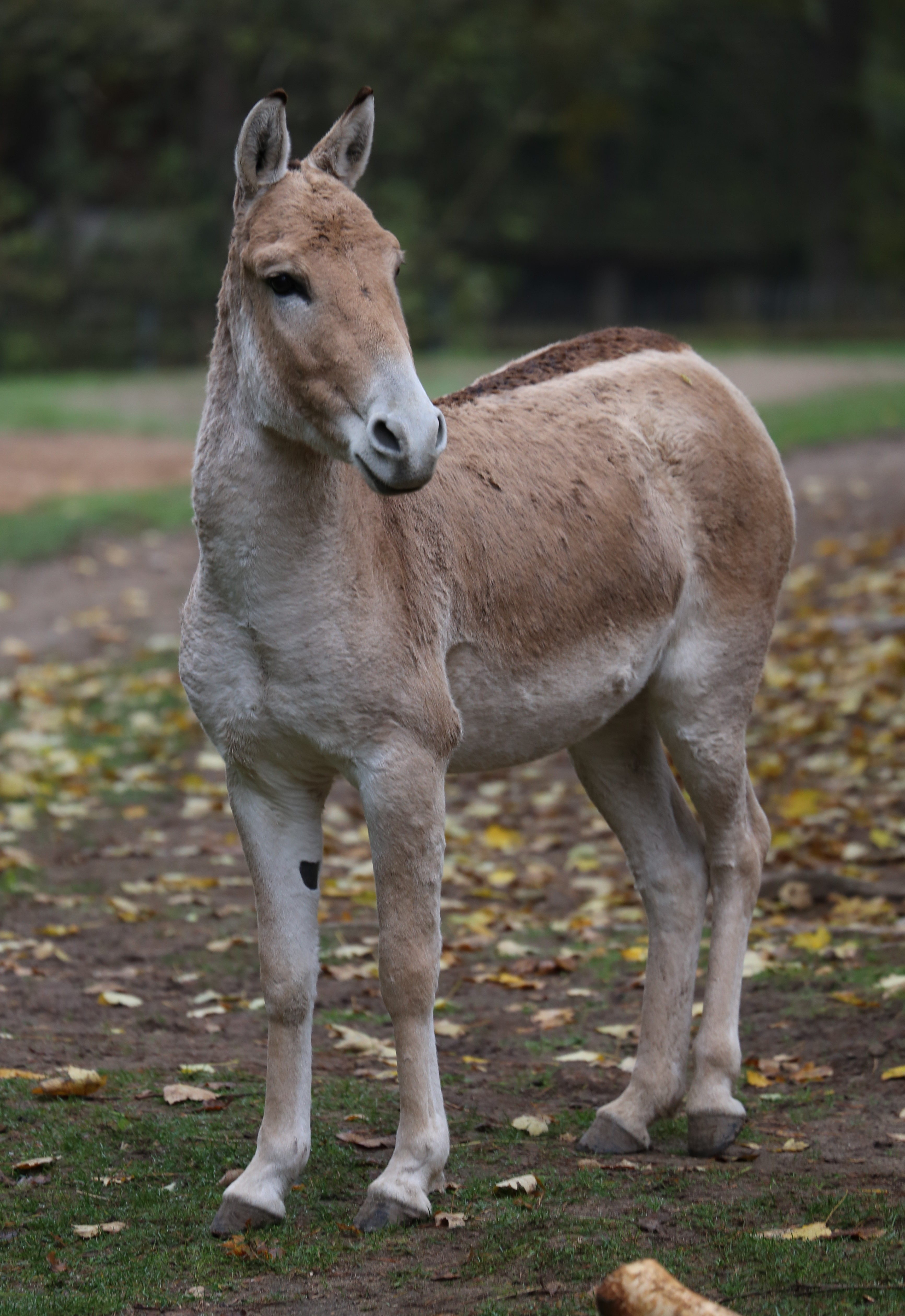
Un asin sălbatic turkmen

Măgarul sălbatic asiatic este activ mai ales în zori de zi și în amurg, chiar și pe timp de arșiță. 

### Structura socială

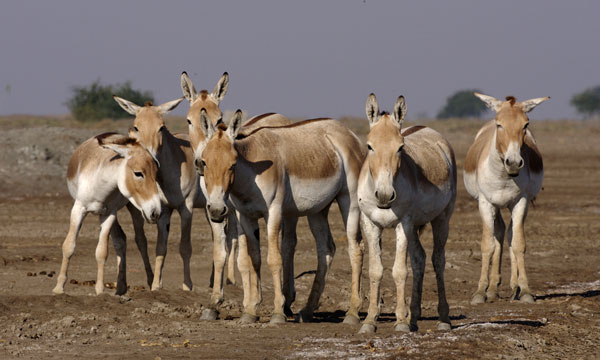
Un grup de asini sălbatici indieni

Ca și majoritatea ecvidelor, onagrii sunt animale sociale. Armăsarii sunt solitari sau trăiesc în grupuri de doi sau trei. Masculii au fost observați, ca având haremuri de femele, dar în alte studii se arată că armăsarii dominanți apără teritoriile care atrag femele. Diferențele de structură socială și comportament sunt rezultatul unor schimbări de climă, vegetație, prădători și vânzare de către oameni.

### Reproducere
Măgarul sălbatic asiatic ajunge la maturitate sexuală la vârsta de doi ani și prima împerechere are loc în al patrulea sau al cincilea an de viață.
Înmulțirea este sezonieră și perioada de gestație este de 11 luni, nașterea durează puțin peste zece minute. Împerecherile și fătările au  loc între aprilie și septembrie, în cea mai mare parte în iunie și iulie. Perioada de împerechere în India este în sezonul ploios.  Mânzul poate să stea în picioare și începe să mănânce în 15 – 20 de minute de la naștere. Iepele cu mânji tind să formeze grupuri de până la cinci femele. Cât este mic, mânzul rămâne cu mama, care alungă alte animale, inclusiv propriile progenituri mai în vârstă. Armăsarii în populațiile sălbatice teritoriale ocazional îi izgonesc pe mânji ca să se împerecheze din nou cu iapa. Onagrii sălbatici ajung la vârsta de 14 ani, iar în captivitate pot să trăiască și până la 26 de ani. 

### Hrană

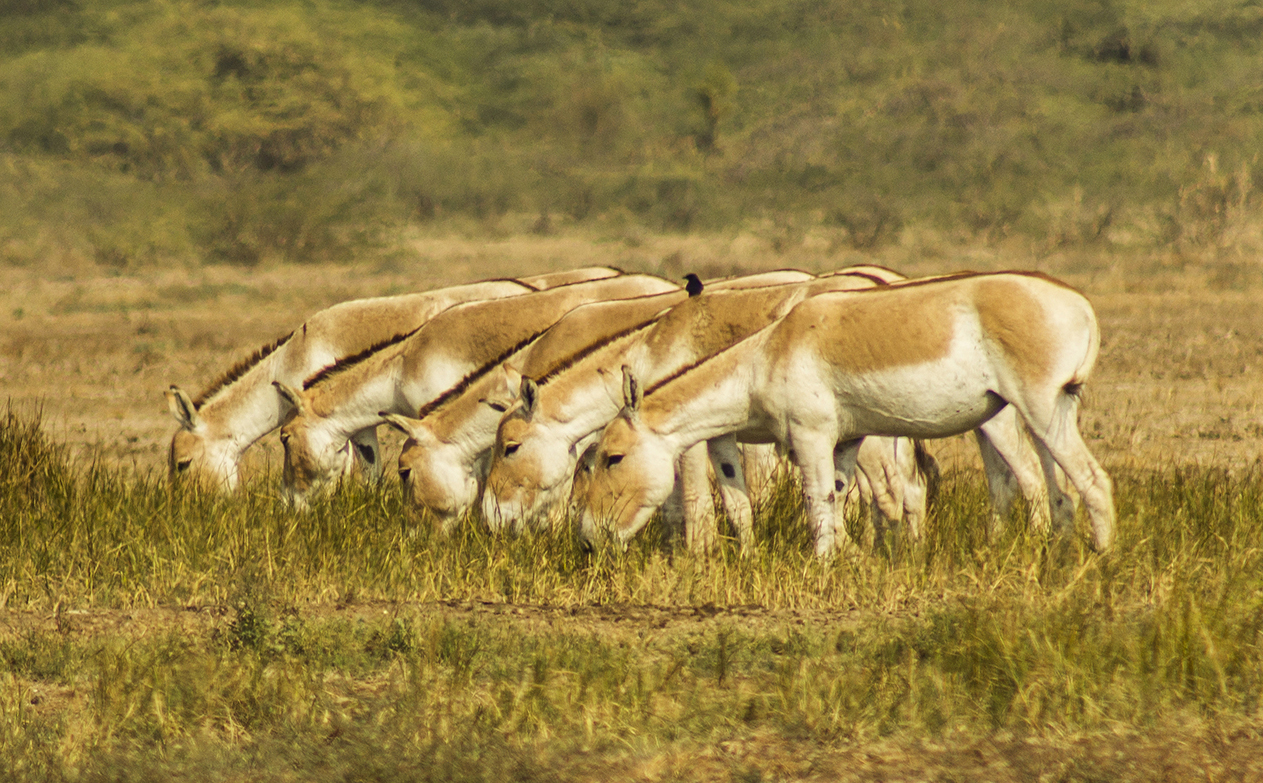
Măgari sălbatici indieni păscând

Ca și toate ecvidele, onagrii sunt erbivori. Ei mănâncă ierburi, fructe și vegetație salină când sunt disponibile, iar în habitatele secetoase consumă și frunze de tufari și copaci. De asemenea au fost văzuți hrănindu-se cu păstăi precum Prosopis și rupând cu copitele plante lemnoase ca să ajungă la ierburile mai suculente de la rădăcina lor. 
Iarna onagrii mănâncă și zăpadă ca înlocuitor pentru apă. Când nu au la dispoziție surse de apă, onagrii sapă gropi în albiile secate ca să ajungă la apele freatice. Gropile săpate de ei sunt după aceea vizitate de șeptelul domestic, precum și de alte animale sălbatice. Onagrii obțin apă și din plantele cu care se hrănesc. Plantele suculente din familia Zygophyllaceae formează în cursul primăverii și a verii o parte importantă a hranei măgarilor sălbatici mongoli. 

### Prădători

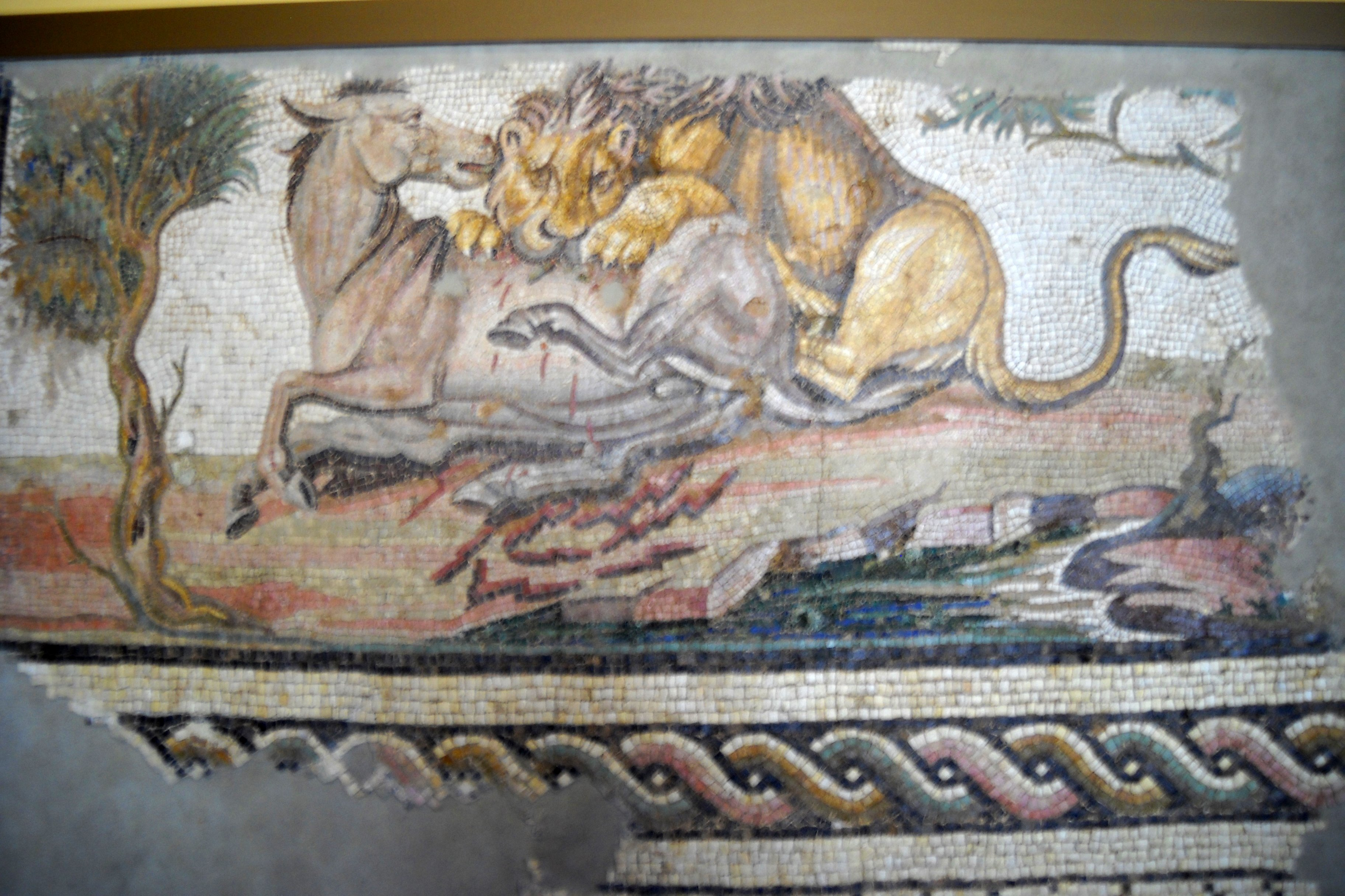
Un leu asiatic atacând un onagru (Mozaic Roman, c. 150 d. Chr.)

Onagrul servește drept pradă unor răpitori de vârf precum leopardul persan și hiena dungată. Câteva cazuri de decese ale onagrilor datorate unor atacuri ale leoparzilor au fost raportate în Iran. Deși în Africa leoparzii de obicei nu se hrănesc cu ecvide, leopardul persan este totuși suficient de mare și puternic ca să vâneze onagri.
În Orientul Mijlociu și Subcontinentul Indian leul asiatic și tigrul erau odată cei mai importanți prădători ai onagrului. Ei erau de asemenea vânați de câinele sălbatic asiatic, ghepardul asiatic și, posibil, de urs, deși cel din urmă ar fi atacat cu precădere mânjii. În India crocodilii de mlaștină pot fi o mare amenințare pentru onagri în cursul traversării rîurilor.  
Actualmente cel mai mare prădător al onagrilor este lupul. Ei formează 23 % din prada sa. Totuși, ca majoritatea ecvidelor, ei posedă strategii anti-prădători. Grupuri de armăsari cooperează și încearcă să alunge prădătorii. Simțindu-se amenințați onagrii se apără cu lovituri puternice de copită.  

## Interacțiunea cu oamenii
Onagrii sunt notorii pentru indomptabilitatea lor. Ecvidele au fost folosite în Sumerul antic pentru a tracta care (c. 2600 î. Chr) și care de luptă (Stindardul din Ur, c. 2500 î. Chr). Clutton-Brock (1992) sugerează că aceștia ar fi mai degrabă măgari de origine africană și nu onagri bazându-se pe "dunga de pe umeri". Totuși examinarea îndeaproape a animalelor (ecvide, oi și vite) de pe ambele părți ale artefactului arată că ceea ce pare să fie o dungă poate fi și un ham, o podoabă sau o îmbinare în incrustație.